# スーパーベスト (オフコースのアルバム)
『スーパーベスト』は、1990年9月5日に発売されたオフコース通算20作目のベスト・アルバム。

## 解説
レコード会社主導による3枚組ベスト・アルバムで、カセットテープは発売されず、CDのみで発売された。
収録曲は主に1枚目『オフ・コース1 ⁄ 僕の贈りもの』から10枚目『I LOVE YOU』までのオリジナル・アルバムから選曲された41曲に、オリジナル・アルバム未収録シングル「さよなら」の計42曲で構成されている。
2枚目に収録の「生まれ来る子供たちのために」について、裏ジャケット及び歌詞カードにはアルバム『Three and Two』と同じように「生まれ来る子供たちのために～「いつもいつも」」と表記されているが、厳密には前者のみの収録で、後者は収録されていない。
3枚目に収録の「Yes-No」はアルバム『We are』収録のアルバム・ヴァージョンにフリューゲルホルンのイントロを追加した『SELECTION 1978-81』のヴァージョンで、「YES-YES-YES」は『I LOVE YOU』収録のアルバム・ミックスとなっている。

## 収録曲
| #   | タイトル                            | 作詞     | 作曲     | 編曲                       | 時間 |
| --- | ----------------------------------- | -------- | -------- | -------------------------- | ---- |
| 1.  | 「僕の贈りもの」                    | 小田和正 | 小田和正 | オフコース、重実博、矢沢透 | 3:35 |
| 2.  | 「水曜日の午後」                    | 小田和正 | 小田和正 | オフコース、重実博、矢沢透 | 2:48 |
| 3.  | 「でももう花はいらない」            | 鈴木康博 | 鈴木康博 | オフコース、重実博、矢沢透 | 4:00 |
| 4.  | 「歩こう」                          | 鈴木康博 | 鈴木康博 | オフコース、重実博、矢沢透 | 2:54 |
| 5.  | 「さわやかな朝を迎えるために」      | 小田和正 | 小田和正 | オフコース、重実博、矢沢透 | 3:48 |
| 6.  | 「別れの情景(2)〜もう歌は作れない」 | 小田和正 | 小田和正 | 小田和正                   | 3:29 |
| 7.  | 「のがすなチャンスを」              | 鈴木康博 | 鈴木康博 | 鈴木康博                   | 2:35 |
| 8.  | 「倖せなんて」                      | 小田和正 | 小田和正 | オフコース                 | 2:43 |
| 9.  | 「ワインの匂い」                    | 小田和正 | 小田和正 | オフコース                 | 3:13 |
| 10. | 「雨よ激しく」                      | 鈴木康博 | 鈴木康博 | オフコース                 | 3:13 |
| 11. | 「愛の唄」                          | 小田和正 | 小田和正 | オフコース                 | 4:12 |
| 12. | 「幻想」                            | 小田和正 | 鈴木康博 | オフコース                 | 3:15 |
| 13. | 「こころは気紛れ」                  | 小田和正 | 小田和正 | オフコース                 | 3:46 |
| 14. | 「青春」                            | 鈴木康博 | 鈴木康博 | オフコース                 | 3:23 |

| 全編曲: オフコース、ストリングス編曲：小田和正 (#5)、フリューゲルホルン：富樫要 (#6)。 |                                                  |                    |      |
| #                                                                                      | タイトル                                         | 作詞・作曲         | 時間 |
| 1.                                                                                     | 「めぐる季節」                                   | 小田和正           | 3:56 |
| 2.                                                                                     | 「歌を捧げて」                                   | 小田和正           | 3:12 |
| 3.                                                                                     | 「思い出を盗んで」                               | 小田和正           | 3:54 |
| 4.                                                                                     | 「潮の香り」                                     | 鈴木康博           | 3:44 |
| 5.                                                                                     | 「秋の気配」                                     | 小田和正           | 3:52 |
| 6.                                                                                     | 「HERO」                                         | 小田和正、鈴木康博 | 7:21 |
| 7.                                                                                     | 「あなたのすべて」                               | 小田和正           | 3:51 |
| 8.                                                                                     | 「夏の終り」                                     | 小田和正           | 3:46 |
| 9.                                                                                     | 「心さみしい人よ」                               | 小田和正           | 4:13 |
| 10.                                                                                    | 「思いのままに」                                 | 小田和正           | 4:43 |
| 11.                                                                                    | 「恋を抱きしめよう」                             | 鈴木康博           | 4:07 |
| 12.                                                                                    | 「愛を止めないで」                               | 小田和正           | 3:52 |
| 13.                                                                                    | 「SAVE THE LOVE」                                | 鈴木康博           | 8:18 |
| 14.                                                                                    | 「生まれ来る子供たちのために〜「いつもいつも」」 | 小田和正           | 4:54 |

| 全編曲: オフコース、フリューゲルホルン：富樫要 (#4)、ストリングス編曲：小田和正 (#8)。 |                                |                              |          |      |
| #                                                                                      | タイトル                       | 作詞                         | 作曲     | 時間 |
| 1.                                                                                     | 「時に愛は」                   | 小田和正                     | 小田和正 | 5:48 |
| 2.                                                                                     | 「僕等の時代」                 | 小田和正                     | 小田和正 | 3:49 |
| 3.                                                                                     | 「一億の夜を越えて」           | 安部光俊                     | 鈴木康博 | 4:28 |
| 4.                                                                                     | 「Yes-No」                     | 小田和正                     | 小田和正 | 5:01 |
| 5.                                                                                     | 「私の願い」                   | 小田和正                     | 小田和正 | 3:37 |
| 6.                                                                                     | 「愛の中へ」                   | 小田和正                     | 小田和正 | 5:48 |
| 7.                                                                                     | 「メインストリートをつっ走れ」 | 鈴木康博、大間仁世、安部光俊 | 鈴木康博 | 4:15 |
| 8.                                                                                     | 「言葉にできない」             | 小田和正                     | 小田和正 | 6:22 |
| 9.                                                                                     | 「心 はなれて」                | 小田和正                     | 小田和正 | 3:33 |
| 10.                                                                                    | 「YES-YES-YES」                | 小田和正                     | 小田和正 | 3:50 |
| 11.                                                                                    | 「素敵なあなた」               | 鈴木康博                     | 鈴木康博 | 5:16 |
| 12.                                                                                    | 「揺れる心」                   | 鈴木康博                     | 鈴木康博 | 4:04 |
| 13.                                                                                    | 「I LOVE YOU」                 | 小田和正                     | 小田和正 | 5:02 |
| 14.                                                                                    | 「さよなら」                   | 小田和正                     | 小田和正 | 5:01 |

## リリース履歴
| # | 発売日       | リリース              | 規格 | 品番        | 備考                                   |
| - | ------------ | --------------------- | ---- | ----------- | -------------------------------------- |
| 1 | 1990年9月5日 | EXPRESS / TOSHIBA EMI | 3CD  | TOCT-5816/8 | レーベルはレコード会社共通のデザイン。 |